# Cnemidochroma phyllopoides
Cnemidochroma phyllopoides là một loài bọ cánh cứng trong họ Cerambycidae.